# راش سنتر (کانزاس)
راش سنتر (به انگلیسی: Rush Center) شهری در ایالت کانزاس کشور ایالات متحده آمریکا است که جمعیت آن در سرشماری سال ۲۰۱۰ میلادی، ۱۷۰ نفر بوده‌است.